# Piaski (Konopnica)
Pour les articles homonymes, voir Piaski.
Piaski est une localité polonaise de la gmina de Konopnica, située dans le powiat de Wieluń en voïvodie de Łódź.